# Giberto III. Borromeo

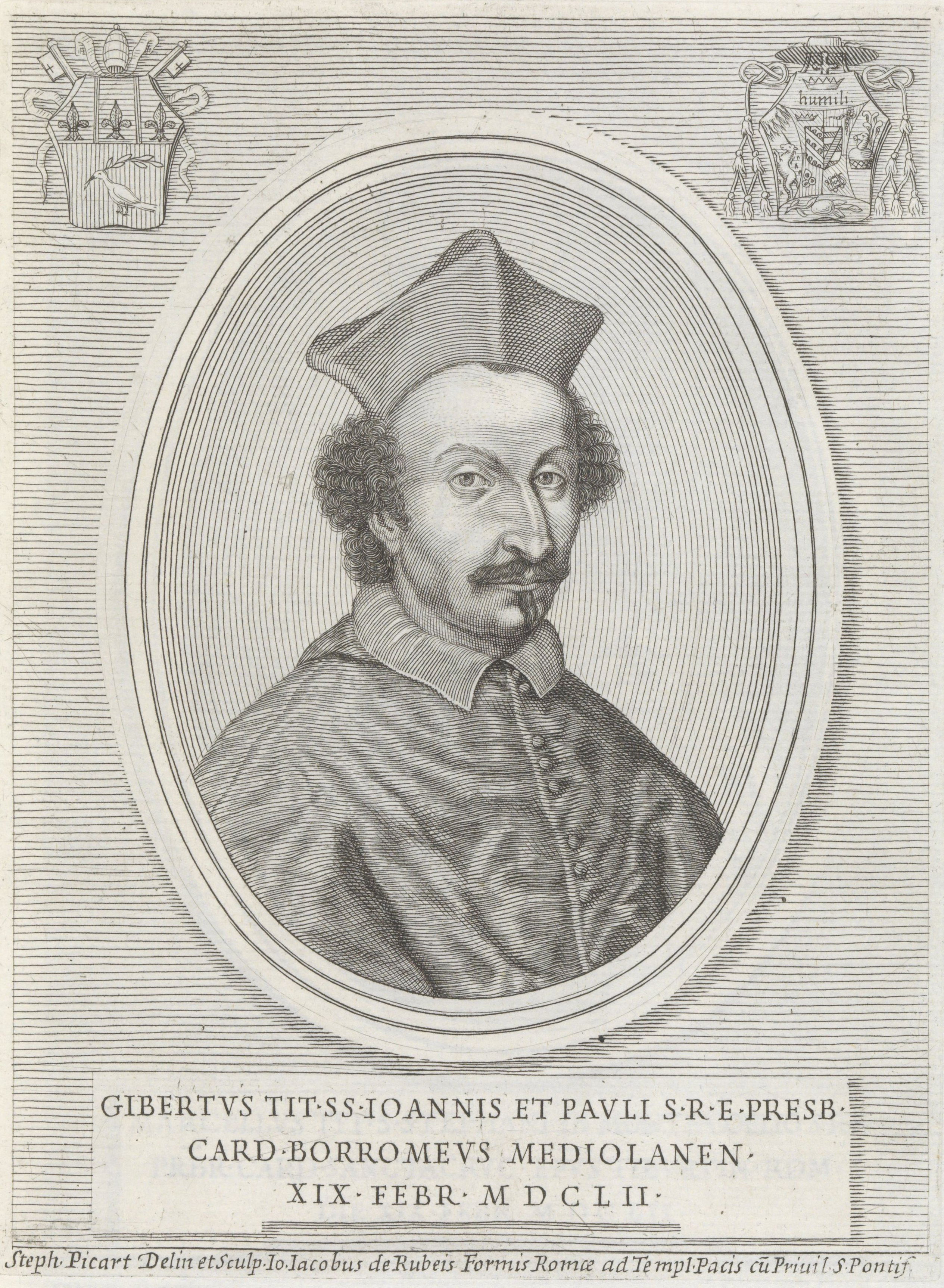
Giberto (III.) Kardinal Borromeo (Porträtdruck von Étienne Picart, 1652)

Giberto III. Borromeo (* 28. September 1615 in Mailand; †  6. Januar 1672 in Nettuno bei Rom) war ein Mitglied des lombardisch-piemontesischen Adelsgeschlechtes Borromeo und ein Kardinal der römisch-katholischen Kirche.

## Leben
Giberto Borromeo wurde als zweiter Sohn von Carlo III. Borromeo und Isabella D’Adda geboren. Er wurde von Jesuiten erzogen, erst in Brera, dann in Pavia, wo er 1636 ein Doktorat in Theologie erlangte, das als Voraussetzung für eine weiterführende Karriere als Kirchenmann in Rom galt, wo er ab 1638 wirkte.
Mit der Wahl von Innozenz X. zum Papst im Jahr 1644 trat Giberto in die Dienste von dessen Familie Pamphili in Gestalt des jungen Camillo Pamphili. 1645 nahm er an der Legation nach Avignon teil. Am 19. Februar 1652 ernannte Papst Innozenz X. ihn in pectore zum Kardinal und veröffentlichte seinen Namen am 2. März 1654. Seit dem 23. März 1654 Kardinalpriester von Santi Giovanni e Paolo, war er vom 14. Januar 1664 bis zum 12. Januar 1665 Kämmerer des Heiligen Kardinalskollegiums. 1657 ging er in als Kardinallegat für drei Jahre in die Emilia-Romagna.
Nach dem Tode seines Vaters im Jahr 1652 setzte er die Arbeiten am Borromäischen Palast auf der Isola Bella fort.
Giberto Borromeo starb 1672. Sein Grab befindet sich in der Kirche Santi Ambrogio e Carlo al Corso in Rom.